# Выборы в Законодательное собрание Челябинской области (2025)
Выборы в Законодательное собрание Челябинской области VIII созыва состоятся в Челябинской области 14 сентября 2025 года в единый день голосования.
13 июня Челябоблизбирком приняла решение о голосовании три дня подряд - 12, 13 и 14 сентября с 8.00 до 20.00
1 июля завершён приём документов о выдвижении кандидатов
5 июля Заместитель Председателя действующего Законодательного собрания  Константин Струков, избиравшийся пятый раз подряд в 2020 году от Единой России по одномандатному округу №24, задержан на борту бизнес -джета при попытке вылететь в Турцию.

## Избирательная система
В Законодательное собрание избираются 60 депутатов по смешанной избирательной системе. 30 депутатов избираются по партийным спискам (пропорциональная система) для которых установлен 5%-й барьер, а распределение мест между списками происходило по методу Империали, модифицированным таким образом, чтобы каждый партийный список, преодолевший проходной барьер, получил как минимум один мандат. Другие 30 депутатов избираются по одномандатным округам (мажоритарная система), побеждает набравший большинство голосов. Срок полномочий — пять лет. На первом заседании один из депутатов будет избран в Совета Федерации сенатором, а его мандат будет передан следующему кандидату в списке, если тот кого направят в Совет Федерации будет из депутатов избранных в едином округе.

## Кандидаты

### Партийные списки
Для регистрации списков кандидатов партиям необходимо собрать 0,5 % подписей от общего числа зарегистрированных избирателей в Челябинской области на 01.01.2025  - 2 577 530 избирателей.  Необходимо представить для регистрации  12888 подписей, дополнительно разрешено ещё 1288 подписей. Половину от необходимых подписей можно собирать в электронном виде через единый портал "Госуслуги"  -  6644 подписи.  Следующие партии были освобождены от необходимости собирать подписи для регистрации списка кандидатов:
- Единая Россия
- КПРФ
- ЛДПР
- Справедливая Россия — За правду
- Новые люди
- Зелёная альтернатива
- Партия Пенсионеров

| Номер в бюллетене | Партия | Партия                          | Лидеры партийных списков                                                                | Кандидатов в списке | Статус списка   |
| ----------------- | ------ | ------------------------------- | --------------------------------------------------------------------------------------- | ------------------- | --------------- |
| 1                 |        | Единая Россия                   | Алексей Текслер • Андрей Орехов • Андрей Голиков • Олег Гербер • Анатолий Ерёмин        | 45                  | зарегистрирован |
| 4                 |        | ЛДПР                            | Леонид Слуцкий • Виталий Пашин • Алексей Беседин • Кирилл Усманов • Иван Новиков        | 45                  | зарегистрирован |
| 6                 |        | Справедливая Россия — За правду | Валерий Гартунг • Василий Швецов • Ксения Морозова • Алексей Чеченин • Алексей Землюнин | 66                  | зарегистрирован |
| 5                 |        | КПРФ                            | Игорь Егоров • Константин Куркин • Данила Андреевских • Андрей Дуда • Александр Андреев | 43                  | зарегистрирован |
| 3                 |        | Новые люди                      | Максим Гулин • Евгений Горшков • Полина Крепак • Денис Лезин • Евгений Мотовилов        | 41                  | зарегистрирован |
| 2                 |        | Партия Пенсионеров              | Степан Фирстов • Дмитрий Попов • Владимир Владимирский • Денис Борсук • Алексей Фролов  | 31                  | зарегистрирован |

### Одномандатные избирательные округа
Для регистрации кандидатов в одномандатных округах необходимо собрать 3% подписей зарегистрированных избирателей округа.
| Партия | Партия                          | Число выдвинутых кандидатов | Число зарегистрированных кандидатов |
| ------ | ------------------------------- | --------------------------- | ----------------------------------- |
|        | Единая Россия                   | 30                          | 29                                  |
|        | КПРФ                            | 30                          | 30                                  |
|        | ЛДПР                            | 30                          | 30                                  |
|        | Справедливая Россия — За правду | 28                          | 28                                  |
|        | Новые люди                      | 30                          | 30                                  |
|        | Партия Пенсионеров              | 13                          | 12                                  |
|        | Яблоко                          | 4                           | 0                                   |
|        | Самовыдвижение                  | 3                           | 1                                   |
| Всего  | Всего                           | 168                         | 160                                 |